# Гусев, Владимир Васильевич (депутат)
Владимир Васильевич Гусев (1938, с. Новорепное, Новорепинский район, Саратовская область, РСФСР, СССР — ?) — советский и российский хозяйственный, государственный и партийный деятель.

## Биография
Родился в 1938 в селе Новорепное Новорепинского района Саратовской области РСФСР (ныне село в составе Ершовского района Саратовской области).
Член КПСС с 1962 года.
Окончил Саратовский сельскохозяйственный институт и Академию общественных наук при ЦК КПСС в 1971. Защитил диссертацию на соискание учёной степени кандидата филологических наук.
С 1958 года — на хозяйственной, общественной и политической работе: агроном в колхозе, совхозе, секретарь райкома ВЛКСМ, комсорг Саратовского обкома ВЛКСМ, второй секретарь Саратовского сельского обкома ВЛКСМ, секретарь, второй секретарь Саратовского обкома
ВЛКСМ, инструктор, заведующий сектором, заместитель заведующего отделом Саратовского обкома КПСС, первый секретарь райкома КПСС, заведующий отделом Саратовского обкома КПСС, инструктор Отдела организационно-партийной работы ЦК КПСС, второй секретарь Алтайского обкома КПСС, первый секретарь Горно-Алтайского обкома КПСС, инструктор отдела ЦК КПСС.
Избирался народным депутатом СССР (1989-1991). Член Комиссии Совета Национальностей по вопросам социального и экономического развития союзных и автономных республик, автономных областей и округов.